# Torrent d'en Carabassa
El Torrent d'en Carabassa és un antic curs d'aigua del barri de la Font d'en Fargues de Barcelona.

## Història i descripció
Recollia l'aigua que baixava dels torrents del Carmel i del del Paradís i recorria les terres de Can Carabassa i els conferia gran fertilitat. Desembocava a la riera d'Horta, en el punt que ara hi ha la cruïlla dels carrers de Petrarca i de Cartellà. Encara en queda un tram que passava per sota el pont de la carretera d'Horta (actual passeig de Maragall), al costat del carrer de Peris Mencheta.
El subsòl del torrent és ric en aigua, i ja d'antic hi havia mines excavades a la muntanya per a conduir-la per a ús de les masies existents. A partir de la segona meitat del segle xix s'intensificà l'explotació comercial de les aigües subàlvies i s'excavaren noves mines i més profundes que portarien l'aigua fins al nou Eixample de Barcelona. També s'aprofità l'aigua de pou per a la indústria casolana de les bugaderes, com al carrer d'Aiguafreda, a les anomenades «cases de les bugaderes d'Horta», on cada casa tenia un pou i un safareig.